# Левова частка

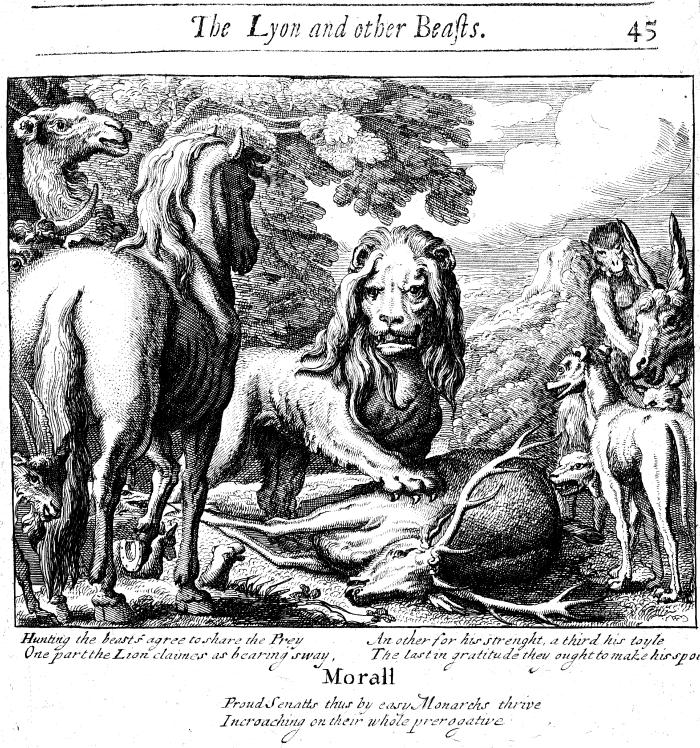
Ілюстрація байки Езопа

Левова / левина частка (пайка, доля і т. д.) — фразеологічний вислів, який використовується, коли говоримо про найбільшу частину чого-небудь. Назва походить з низки сюжетів байок, приписуваних Езопу. Існують два основні сюжети, які мають декілька версій. Загалом у байках розподіл здобичі відбувається у такий спосіб, що розподіляч отримує найбільшу частину, або ж усю здобич.
Рання латинська версія Федра починається з зауваження «Друг-можновладець ненадійний друг». Далі розповідається про те, як коза, корова і вівця вирушають з левом на полювання. Коли приходить час розподілу здобичі, лев каже:«Беру я перший шмат, оскільки Левом звусь; Як співучасник, забираю другий теж; І третій мій: од вас усіх сильніший я; І лихо, як торкнеться хтось четвертого».
У грецькій версії Бабрія на полювання вирушають віслюк і лев; перший виділяється швидкістю, а другий — силою. Згодом лев розподіляє здобич на три частини, першу бере собі, бо він король усіх звірів, другу, бо вони «рівноцінні» партнери, а тоді радить віслюку втікати щодуху, перш ніж він зможе доткнути третій шматок. Бабрій виводить таку мораль: «Поміркуйте самі. Не майте жодних справ чи товариства з чоловіком, могутнішим від вас».